# Sino Chart
O Sino Chart é um gráfico de vendas na China estabelecido em 2009. As classificações dos gráficos são baseadas nas vendas de discos físicos (álbuns, EPs e singles), e não incluem vendas de downloads.
Os gráficos são publicados todos os domingos para membros pagos e, às segundas-feiras, são divulgados em seu site oficial.
Em 26 de abril de 2015, o site foi fechado oficialmente.